# Marcia Marçal
Marcia Marçal do Nascimento (Colégio, 16 de abril de 1960), também conhecida como Mãe Marcia Marçal, Mãe Marcia de Obaluaiê ou Mãe Marcia Poeira, é uma ialorixá de Candomblé do Rio de Janeiro, escritora e ativista social.

## Biografia
Nascida em 1960 no bairro de Colégio, Zona Norte do Rio de Janeiro, Marcia Marçal atravessou as mais diversas dificuldades em sua infância. Após a morte de seu pai em 1962, quando contava apenas 2 anos de idade, a situação financeira de sua família, agora formada por sua mãe e irmãs, ficou ainda mais complicada. Como não tinha sequer o que comer, vendo a si mesma e sua família passando fome, decide abandonar os estudos em 1969 para dedicar todo o seu tempo em conseguir alimento para sua casa.
Em 1970, começa a frequentar um terreiro de Umbanda em sua vizinhança, conhecido como a Casa de Mãe Maria. Ali ela inicia sua vida espiritual, sobretudo quando em 1974 recebe pela primeira vez sua Pomba Gira, Dona Poeira, já no terreiro de outra Mãe de Santo, Dona Tereza. Três anos depois conheceria o Candomblé, sendo iniciada em 2 de agosto de 1977 para o Orixá Obaluaiê.
O terreiro em que foi iniciada fechou em 1982. Apesar de todas as dificuldades que a própria vida lhe proporcionava, entre a fome e o vício da mãe em bebida, Marcia Marçal nunca perdeu a fé em seus Orixás, a quem ela carinhosamente chama de "meus deuses", principalmente em Obaluaiê e Iansã, seu outro Orixá.
Em 1984, inicia um trabalho formal como corretora de uma autoescola, assumindo no mesmo ano a administração da filial de Copacabana. Um ano depois estabelece uma sociedade com seu tio numa autoescola em Madureira.
O ano de 1988 foi um dos mais marcantes de sua trajetória. Em 17 de abril deste ano, um dia depois de seu aniversário natalício, Marcia Marçal recolhe seus primeiros Filhos de santo por determinação de Oxum, Orixá de sua primeira filha de santo. Era o primeiro barco, composto por três iaôs. A saída ocorreu quase dois meses depois, em 4 de junho, já com atraso, principalmente devido a problemas financeiros.
Com dificuldade para cuidar de seu próprio Santo, Marcia Marçal via-se agora com mais três sob sua responsabilidade. Todos foram levados para sua casa, porém eles não podiam permanecer ali, pois o local era muito simples, no morro do Vaz Lobo, sem espaço suficiente. Foi aí que uma amiga indicou uma pequena casa de madeira que estava disponível para aluguel nas proximidades. No início de setembro, esta casa foi alugada e os Santos foram transferidos para lá. A princípio, seria apenas um lugar para hospedar os orixás, seus e de seus novos filhos. Mas, em 29 de outubro acontece o primeiro candomblé na casa, que a partir de então passou a ser um barracão de Candomblé. Depois disso, Marcia Marçal nunca mais deixou de exercer seu papel de Ialorixá. A data de 29 de outubro de 1988 ficou marcada como a inauguração do Ilê Axé Oluaiê Ni Oiá. Em 1955, o terreiro foi transferido para o bairro de Campo Grande, onde permanece até hoje.
Em 14 de setembro de 2015, uma de suas filhas de santo dirige-se a um mercado do bairro para fazer algumas compras. Ali ela sofre intolerância religiosa de uma mulher evangélica. Sem saber que tudo estava sendo filmado, Marcia Marçal desloca-se até o local para defender sua filha. O vídeo foi rapidamente difundido nas redes sociais, o que fez com que ela tornasse-se amplamente conhecida. Desde então, a ialorixá permanece na luta contra o racismo religioso, levando conscientização em defesa de sua fé.
Em 2020, diante da pandemia de Covid-19, inaugura o Projeto Olubajé, então com o objetivo de distribuir alimentos para as famílias que precisavam. O projeto se expandiu e hoje promove diversas ações sociais e atividades para as crianças, jovens e adultos da comunidade. Integrada ao projeto, em 5 de junho de 2021 foi inaugurada a Biblioteca Mágica do Saber, um espaço de pesquisa e estudos que conta com mais de mil livros em seu acervo, uma realidade que foi muito sonhada por Mãe Marcia.

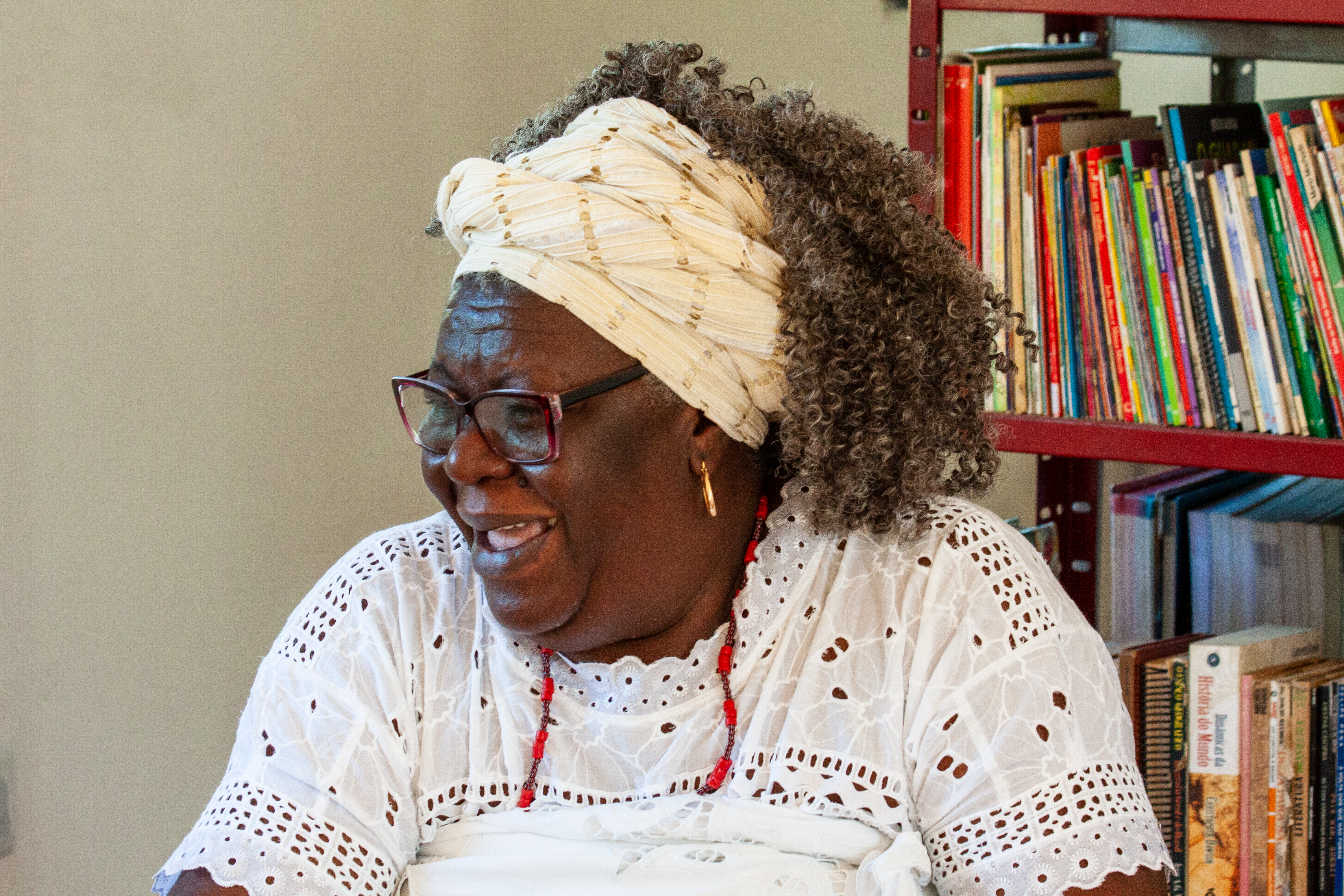
Mãe Marcia Marçal na inauguração da Biblioteca Mágica do Saber, em 5 de junho de 2021

"Eu sei o que passei, o que sofri, o que chorei. Também sei que ninguém viu, pois não quis que ninguém visse. Porque a minha direção era só uma: Orixá. Sou filha de Orixá, nasci para Orixá e serei sempre de Orixá enquanto eu viver. Não importa quantas lágrimas eu venha a derramar por um ou por outro, ou por alguma coisa que me aconteça dentro da religião: ainda assim vou amar a religião e os Orixá; não importa quantas vezes na vida serei traída: eu vou ter Orixá me amparando. Eu sempre peço a Xangô que nunca impeça que eu leve uma punhalada, mas para me ensinar sempre a cicatrizar a ferida. Assim eu vou estar de pé para a próxima. E vou estar de pé também para ser grata, para receber as melhores coisas que Orixá pode me dar. É emocionante estar na sala de Candomblé e louvar o Orixá. Eu fico esgotada de cansaço em todas as funções, mas também fico feliz em todas elas. Eu só aceito o que Orixá me dá."
Em 5 de março de 2022, para grande surpresa e felicidade de Mãe Marcia e toda sua família, recebeu pela Faculdade Febraica e pela Ordem dos Capelães do Brasil (OCB) o título de Doutora Honoris Causa pelo "extraordinário serviço à sociedade contribuindo para o progresso da Cultura em geral".
Sua vida está registrada em seu livro autobiográfico "Faria Tudo Outra Vez", prefaciado pela filósofa Djamila Ribeiro e publicado pela Editora Aruanda em 2021.

## Premiações e Homenagens
| Data                   | Descrição                                                                           |
| ---------------------- | ----------------------------------------------------------------------------------- |
| 28 de novembro de 2016 | O Ilê Axé Oluwayê Ni Oyá torna-se Patrimônio Imaterial da Cultura Negra Brasileira. |
| 24 de junho de 2017    | Troféu Yá Nitinha                                                                   |
| 5 de fevereiro de 2018 | Menção Honrosa pelo Afoxé Omo Ifá                                                   |
| 19 de agosto de 2018   | Homenagem da Feira dos Oborós                                                       |
| 7 de abril de 2019     | Homenagem do 2º Encontro Afro Ofaloyá                                               |
| 8 de março de 2021     | Troféu Mãe Tieta de Iemanjá (Mulheres de Ouro)                                      |
| Maio/junho de 2021     | Reportagem na Revista Jurema                                                        |
| 11 de novembro de 2021 | Prêmio Mulher Jurema edição Rio de Janeiro 2021                                     |
| 5 de março de 2022     | Doutora Honoris Causa                                                               |
| 31 de março de 2022    | Prêmio Nise da Silveira (7ª edição)                                                 |
| 05 de abril de 2022    | Prêmio Mãe Beata de Iemanjá                                                         |